# Empedrado (Corrientes)
Empedrado is een plaats in het Argentijnse bestuurlijke gebied Empedrado in de provincie Corrientes. De plaats telt 14.721 inwoners.